# Holland ved vinter-OL 1952
Holland deltog ved Vinter-OL 1952 i Oslo med elleve sportsudøvere, ni mænd og to kvinder. De deltog i tre sportsgrene, alpint skiløb, kunstskøjteløb og hurtigløb på skøjter. Holland, som her deltog i Vinter-OL for fjerde gang, opnåede en tiendeplads blandt de deltagende nationer ved at vinde tre sølvmedaljer. Det var første gang, Holland vandt medaljer ved et Vinter-OL. Flagbærer for Holland var Wim van der Voort.

## Medaljer
| 1952 Oslo | Guld | Sølv | Bronze | Total |
| Holland   | 0    | 3    | 0      | 3     |

## Medaljevindere
De hollandske medaljevindere var:
| Holland ved vinter-OL 1952 i Oslo | Holland ved vinter-OL 1952 i Oslo | Holland ved vinter-OL 1952 i Oslo | Holland ved vinter-OL 1952 i Oslo | Holland ved vinter-OL 1952 i Oslo |
| Medaljer                          | Deltager                          | Sport                             | Øvelse                            | Resultater                        |
| --------------------------------- | --------------------------------- | --------------------------------- | --------------------------------- | --------------------------------- |
| Sølv                              | Kees Broekman                     | Skøjter                           | 5 000 meter                       | 8.21,6                            |
| Sølv                              | Kees Broekman                     | Skøjter                           | 10 000 meter                      | 17.10,6                           |
| Sølv                              | Wim van der Voort                 | Skøjter                           | 1 500 meter                       | 2.20,6                            |